# Troposfeer

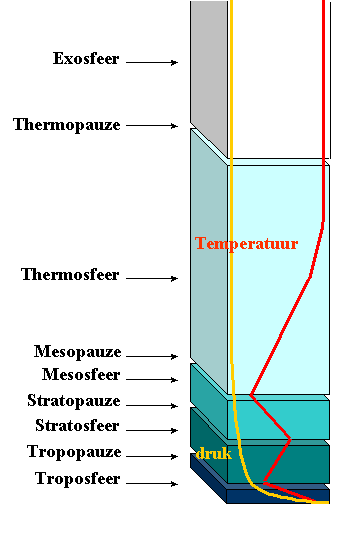
Opbouw van de atmosfeer

De troposfeer is de onderste laag van de dampkring en bevat ongeveer 80% van de totale massa aan lucht. De meeste meteorologische verschijnselen vinden in dit deel van de atmosfeer plaats.
De troposfeer reikt boven tropische gebieden tot een hoogte van 16 tot 18 km. Boven de polen gaat hij na slechts 6 km via de tropopauze over in de stratosfeer. 
De term troposfeer is afgeleid van het Griekse woord "tropos", dat staat voor bewegen of mengen. Deze regio, die constant in beweging is, heeft de hoogste dichtheid. De troposfeer bestaat voornamelijk uit stikstofgas en zuurstofgas en wordt onderscheiden door twee verschillende luchtlagen. Onmiddellijk boven het aardoppervlak bevindt zich de planetaire grenslaag (Engels: planetary boundary layer), pas daarboven begint de zogenoemde vrije atmosfeer. In de planetaire grenslaag ontstaan specifieke meteorologische verschijnselen door atmosferische wrijving met het aardoppervlak. De luchtstromen in deze onderste laag van de troposfeer wijken daardoor sterk af van de veel meer in geostrofisch evenwicht heersende stroming die zich daarboven bevindt.
Het verschil in luchttemperatuur in deze laag is groot in vergelijking met de andere lagen. Op zeeniveau ongeveer 17 °C tot −52 °C bij het begin van de tropopauze. De oorzaak van dat temperatuurverloop is het broeikaseffect. De aarde zendt aardse straling uit. Terwijl de inkomende zonnestraling een korte golflengte heeft, is de uitgaande aardse straling langgolfig (infrarood). Dit komt doordat de temperatuur van de aarde lager is dan die van de zon. De atmosfeer absorbeert langgolvige straling beter dan kortgolvige, zodat de opwarming van de atmosfeer vooral via het aardoppervlak plaatsvindt. Van de uitgaande straling wordt 82% geabsorbeerd door de broeikasgassen in de atmosfeer. Daardoor is de gemiddelde temperatuur op aarde niet −18°C, maar 15°C.
Hoe hoger in de atmosfeer, hoe minder van die straling doordringt en geabsorbeerd kan worden en dus hoe kouder. De verticale temperatuurgradiënt in de troposfeer neemt gemiddeld 6,5 °C per km af. Er komen echter tropopauzebreuken voor met een ander temperatuurverloop. Dit is het geval bij de straalstromen. In de tropopauze stijgt of daalt de temperatuur nauwelijks. Dit is de scheidslijn met de stratosfeer. Hier neemt de temperatuur toe met de hoogte.

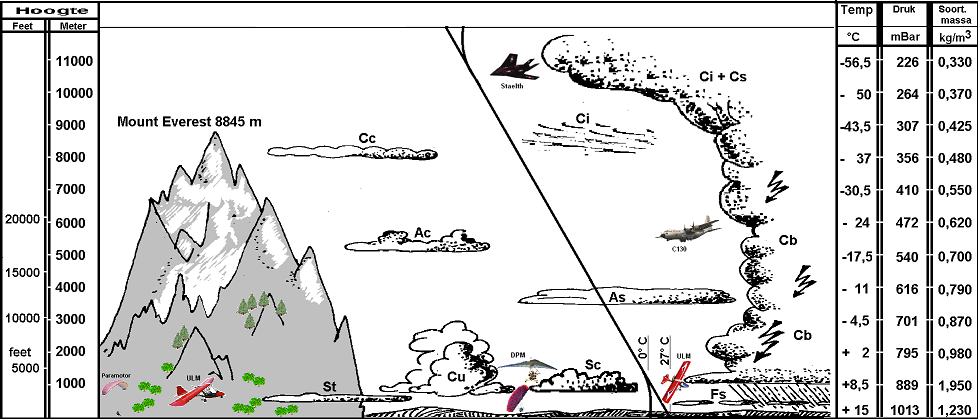
Troposfeer

In de troposfeer is er een relatief hoog waterdampgehalte. Vrijwel alle waterdamp in de atmosfeer bevindt zich in deze onderste laag. Daardoor komt vooral in deze laag bewolking en neerslag voor. Door het hoge waterdampgehalte is er veel turbulentie en door de veelvuldige instabiliteit van de troposfeer is er veel convectie. Er is daardoor een sterke menging, zodat de lucht geen kans krijgt om zich te scheiden in de zwaardere en lichtere bestanddelen. Daarmee is de troposfeer het onderste deel van de homosfeer.